# Raúl Pino
Raúl Mariano Pino Terán (* 17. Oktober 1925 in Curicó; † 30. Juli 2002 in Santa Cruz de la Sierra) war ein chilenischer Fußballtrainer. Pino trainierte unter anderem die Nationalmannschaften von Chile und Bolivien.

## Karriere
Raúl Pino musste seine aktive Karriere im Alter von 19 Jahren wegen einer Achillessehnenverletzung beenden. Später wurde er Trainer, sammelte erste Erfahrungen als Assistent bei Universidad de Chile und als Chiles Amateurtrainer bei den Panamerikanischen Spielen 1963. Noch im selben Jahr nahm er seinen ersten Cheftrainerposten beim CD Green Cross an. Mit dem Verein gelang ihm die Zweitligameisterschaft. Nach dem Erfolg trainierte er weitere Klubs in Chile und wurde 1971 zusammen mit Luis Vera Nationaltrainer Chiles. Das Duo stand für neun Spiele an der Seitenlinie, danach war Pino zwei Freundschaftsspiele alleinverantwortlich, bis als Nachfolger Rudi Gutendorf gefunden wurde.
1975 trainierte Raúl Pino mit dem bolivianischen Club Jorge Wilstermann erstmals einen Verein im Ausland. Der Klub gewann unter Pino den regionalen Campeonato Cochabambino 1975 und 1976 und nach seiner Rückkehr 1980 auch zwei nationale Meistertitel. Nach der Tätigkeit bei Club Blooming wurde Mago, wie er später auch genannt wurde, 1985 bolivianischer Nationaltrainer. Dort schaffte der Andenstaat allerdings als Gruppendritter und -letzter hinter Brasilien und Paraguay nicht die Qualifikation zur Weltmeisterschaft 1986.
Ab 1986 trainierte Pino wieder Vereinsmannschaften aus Bolivien. Ihm gelang 1991 der überraschende Einzug in die Copa Libertadores mit dem Club San José und er schaffte mit Real Santa Cruz den Aufstieg in die erste Liga 1993. Bis 1998 war Pino Trainer bei CD Universidad Cruceña und beendete dort seine 35-jährige Trainerlaufbahn.

## Erfolge
Green Cross
- Segunda División: 1963

Jorge Wilstermann
- Bolivianischer Meister: 1980, 1981
- Campeonato Cochabambino: 1975, 1976

Blooming
- Bolivianischer Meister: 1984

Real Santa Cruz
- Copa Simón Bolívar: 1993